# Ctenopelmatini
Ctenopelmatini ist eine Tribus in der Schlupfwespen-Unterfamilie Ctenopelmatinae.

## Merkmale
Die Schlupfwespen der Tribus Ctenopelmatini zeichnen sich durch folgende Merkmale aus: Das zweite metasomale Tergit besitzt einen lateralen Längskiel, der vom Vorderrand des Tergits bis zum Stigma reicht. Ferner verläuft der Hinterrand des achten metasomalen Tergits der Weibchen hinten mittig zwischen der Basis der Bohrerklappen und den Cerci.

## Verbreitung
Die Tribus ist holarktisch verbreitet.

## Lebensweise
Die Schlupfwespen sind solitäre, koinobionte  Endoparasitoide. Wirte sind Gespinstblattwespen (Pamphilidae). Es werden jüngere oder mittlere Larvenstadien parasitiert. Die weibliche Schlupfwespe platziert ein Ei in die Wirtslarve. Die Schlupfwespenlarve entwickelt sich in der Wirtslarve. Die Wirtslarve wird erst getötet, nachdem diese einen Verpuppungskokon gesponnen hat.

## Systematik
Die Tribus umfasst folgende Gattungen.
- Ctenopelma Holmgren, 1855 – Holarktis, 44 Arten[4]
- Homaspis Foerster, 1868 – Holarktis, 21 Arten[5]
- Notopygus Holmgren, 1855 – Holarktis, 16 Arten[6]
- Rhorodes Aubert, 1970 – Paläarktis, 1 Art[7]
- Satous Townes, 1969 – Paläarktis, 2 Arten[8]
- Xenoschesis Foerster, 1868 – Holarktis, 20 Arten

Die charakteristischen Merkmale der Schlupfwespen der Tribus sowie deren Biologie stützen die Annahme, dass es sich um eine monophyletische Gruppe handelt. In Deutschland ist die Tribus mit etwa 31 Arten vertreten, in Nordamerika mit 43 Arten.